# Auberge de ski Skoki
L'auberge de ski Skoki (anglais : Skoki Ski Lodge) est un chalet de ski situé dans la vallée Skoki (en) du parc national de Banff en Alberta (Canada). Ce chalet de style rustique a été construit en 1930-1931 par le Ski Club of the Canadian Rockies, un club de ski de fond de Banff. Il a été désigné lieu historique national du Canada en 1992.